# Cofradía de la Santa Vera Cruz de Bilbao
La Cofradía de la Santa Vera Cruz de Bilbao es la decana de las nueve cofradías que participan en la Semana Santa bilbaína.

## Historia
Los primeros estatutos de la Cofradía de la Santa y Devota Vera Cruz, datan del año 1554, aunque esta Hermandad ya venía funcionando como tal desde años anteriores.
En sus orígenes tenía su sede en la primitiva iglesia de los Santos Juanes en el barrio de Ibeni, actualmente barrio de Achuri, haciéndose cargo de los enfermos del hospital que existía anexo a la iglesia. En el siglo XVIII se traslada la iglesia de los Santos Juanes y con ella la Cofradía a su actual ubicación en pleno Casco Viejo de la Villa.
La Cofradía posee un extenso patrimonio artístico, con un gran número de Pasos Procesionales que a lo largo de los siglos ha ido forjando, con tallas de madera policromada, de imagineros de gran renombre, tanto de la escuela castellana y andaluza, como vasca.